# Mazeuil
Mazeuil település Franciaországban, Vienne megyében. Lakosainak száma 245 fő (2022. január 1.). Mazeuil Saint-Jean-de-Sauves, Chouppes, Craon, Cuhon és La Grimaudière községekkel határos.

## Népesség
A település népességének változása:
| Lakosok száma | 217  | 239  | 255  | 253  | 258  | 263  | 257  | 251  | 245  |
|               | 2013 | 2015 | 2016 | 2017 | 2018 | 2019 | 2020 | 2021 | 2022 |